# Mickey Hardt
 (avril 2017).
Pour les articles homonymes, voir Hardt.
Mickey Hardt est un acteur luxembourgeois né le 27 mars 1969 à Sorengo en Suisse révélé par la série La Loi du puma en 1999.

## Filmographie
- 2003: The Twins Effect en Baron Dekotes
- 2004 : Max Havoc : La malédiction du dragon (en)(Max Havoc: Curse of the Dragon)
- 2006 : Max Havoc: Ring of Fire (en)
- 2006 : Ciel, je me marie (Im Namen der Braut) (TV)
- 2014 : La Belle et la Bête de Christophe Gans
- 2021 : L'Ennemi de Stephan Streker